# Bielawki (wyspa)
Bielawki – kępa lub bagno fluwiogeniczne, bądź część wyspy między Starą Świną i Starym Nurtem Świny. 
Administracyjnie należy do miasta Świnoujście. Znajduje się w obszarze specjalnej ochrony ptaków "Delta Świny" oraz obszarze ochrony siedlisk „Wolin i Uznam”.
Do 1945 r. stosowano niemiecką nazwę Butterholm. W 1949 r. ustalono urzędowo polską nazwę Bielawki.